# Judy Reyes
Judy Reyes (ur. 5 listopada 1967 w Nowym Jorku) – amerykańska aktorka. Najbardziej znana z roli pielęgniarki Carli Espinosy w sitcomie Hoży doktorzy. Jest członkinią LAByrinth Theater Company na Manhattanie.

## Życie prywatne
Ukończyła Hunter College w Nowym Jorku (Nowy Jork, USA). Ma trzy siostry, w tym Fidias oraz swoją bliźniaczkę Joselin.
Judy i jej partner George Valencia mają córkę Leilę Ray (ur. 27.11.2009 roku). Reyes była też żoną pisarza Edwina M. Figueroa.

## Filmografia
| Filmy/seriale                                                                    | Postać             |
| -------------------------------------------------------------------------------- | ------------------ |
| Dziwne sprawy (Jack and His Friends, 1992)                                       | Rosie              |
| Oz (1997–2003)                                                                   | Tina Rivera        |
| Went to Coney Island on a Mission From God... Be Back by Five (1998)             | kelnerka           |
| Godzilla (1998)                                                                  | Kobieta #1         |
| Ciemna strona miasta (Bringing Out the Dead, 1999)                               | pielęgniarka       |
| King of the Jungle (2000)                                                        | Lydia Morreto      |
| Rodzina Soprano (2000)                                                           | Michelle           |
| Hoży doktorzy (Scrubs, 2001–2009)                                                | Carla Espinosa     |
| Washington Heights (2002)                                                        | Daisy              |
| Sposób na bar micwę (Glow Ropes: The Rise and Fall of a Bar Mitzvah Emcee, 2005) | Vanessa Dupree     |
| Brudne sprawy (Dirty, 2005)                                                      | Bryant             |
| W naszym domu (Our House, 2006)                                                  | Billy              |
| Zaginiona córeczka (Little Girl Lost: The Delimar Vera Story, (2008)             | Luz Cuevas         |
| The Poker Club (2008)                                                            | Detektyw Patterson |
| Pokojówki z Beverly Hills (Devious Maids, od 2013)                               | Zoila Diaz         |